# 五老峰国家森林公园
五老峰国家森林公园于1992年由国家林业部批准建立，总面积10400公顷（104平方公里） 。五老峰国家森林公园位于山西省永济市东南方向20公里的中条山上，距运城市40公里，距太原市468公里，东临塔儿园，西靠雪花山，北依虞乡镇，南接芮城县，是中条山脉南端的一部分。地理位置优越，交通十分便利。境内山峰迭嶂连绵，高耸挺拔，是一座以山峰奇秀，清泉灌顶而著称于三晋大地的名山。历史上曾有“东华山”之誉称。